# گورگا

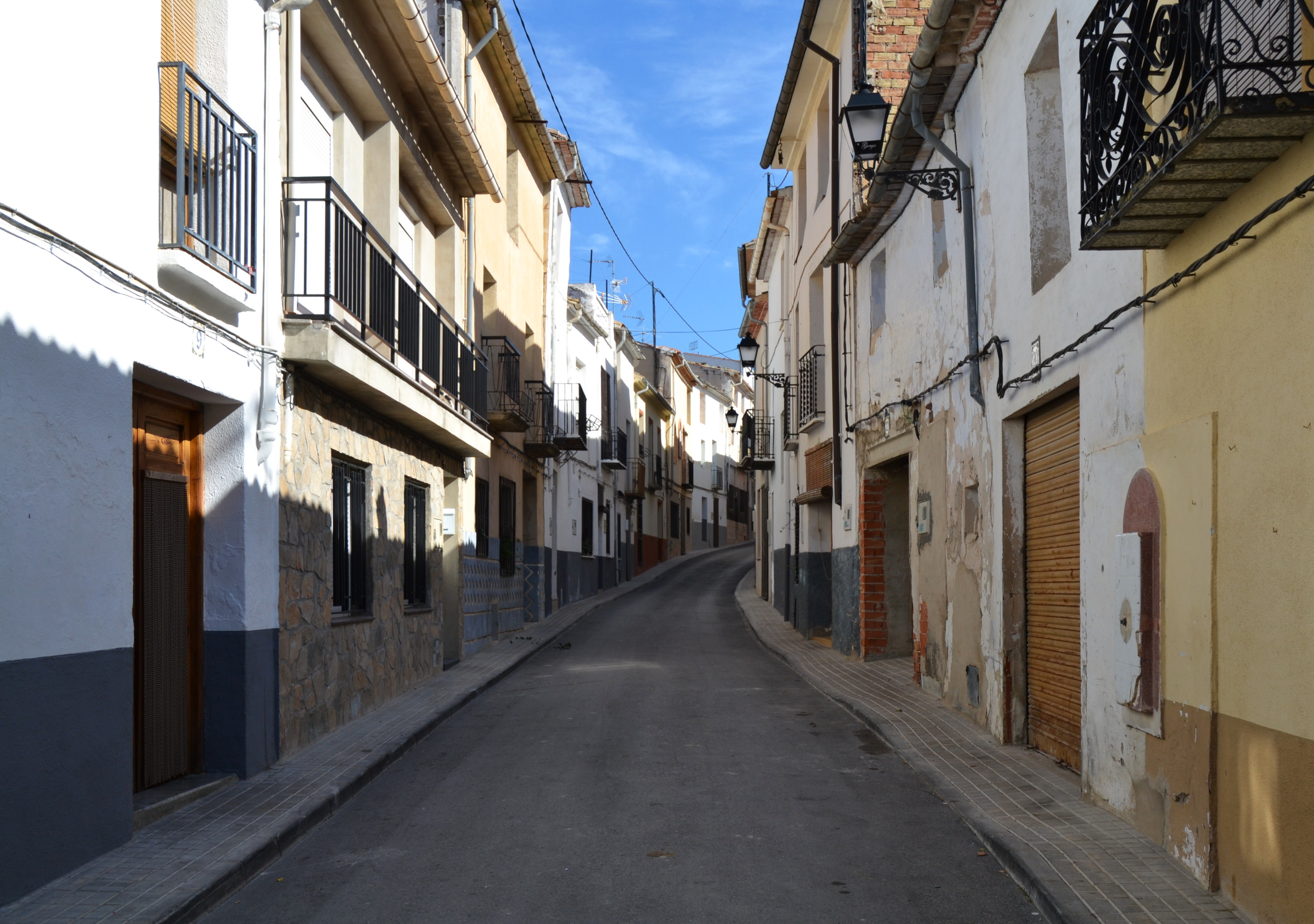
نمایی از دهستان گرگا در استان آلیکانتهٔ اسپانیا – ۲۰۱۳

گُرگا (به اسپانیایی: Gorga) دهستانی در استان آلیکانتهٔ اسپانیا است.
در این دهستان ۲۵۴ نفر زندگی می‌کنند. مساحت این دهستان ۹٫۰۱ کیلومتر مربع است.